# Ludwig Karl Schmarda

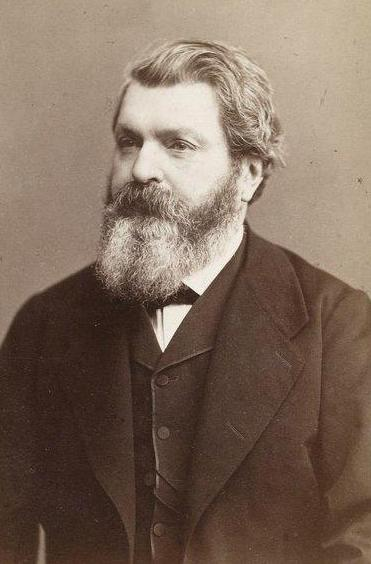
Ludwig Karl Schmarda (1882)

Ludwig Karl Schmarda (* 23. August 1819 in Olmütz; † 7. April 1908 in Wien) war ein österreichischer Zoologe und Forschungsreisender.
Schmarda studierte an der Universität Wien Medizin, wandte sich dann der Zoologie zu und wurde 1850 Professor an der Universität Graz, wo er ein naturkundliches Museum gründete. 1852 lehrte er an der Universität in Prag. Schmarda machte zwischen 1853 und 1857 eine ausgedehnte Forschungsweltreise nach Afrika, Asien, Australien und Amerika und war dann von 1862 bis zur Emeritierung 1883 Professor an der Universität Wien; 1866/67 war er Dekan. Mehrere weitere Reisen – so 1851 in Begleitung des Industriellen Franz Ritter von Friedau – dienten vor allem der Prüfung wirtschaftlicher Aspekte der Austernzucht und Seefischerei und führten ihn an die Küsten der Adria, Frankreichs, Spaniens, Afrikas und bis Ceylon im Indischen Ozean.
Schmarda beschäftigte sich mit der geographischen Verbreitung der Tiere, sowohl am Land als auch im Meer.
Laut Totenbeschauprotokoll wurde er auf dem Friedhof in Gotha bestattet. 1936 benannte man die Schmardagasse in Wien-Hietzing nach ihm.

## Schriften
- Andeutungen aus dem Seelenleben der Thiere (1846)
- Zur Naturgeschichte der Adria (1852)
- Die geographische Verbreitung der Thiere (1853)
- Zur Naturgeschichte Aegyptens (1854)
- Neue wirbellose Thiere (1859–1861)
- Reise um die Erde (1861)
- Zoologie (1871)